# Nouveau centre urbain de Douvaine
Le Nouveau centre urbain de Douvaine est un ensemble urbain construit à Douvaine en Haute-Savoie par le couple d'architectes Claude Costy et Pascal Häusermann, sur les plans d'urbanisme de Jean-Louis Chanéac entre 1972 et 1977. Le chantier est lancé par le maire Jacques Miguet mais celui-ci perdant les élections en 1977, le projet est arrêté et ne sera jamais terminé.  C'est un rare exemple d'un ensemble réalisé en architecture-bulles. L'ensemble a été labellisé Patrimoine du XXe siècle par la DRAC en 2003 puis inscrit aux monuments historiques en 2017.

## Le projet

### Le plan d'occupation des sols
En 1972, Jacques Miguet charge Jean-Louis Chanéac d'établir un plan d'occupation des sols (POS) pour prévenir l'urbanisation rapide de Douvaine et éviter un étalement de la ville le long de la RN5. Il s'agissait de créer un centre urbain. Il élabore le POS en trois dimensions avec des circulations aériennes. Pour l'architecte, 
« ces dispositions permettaient d'expérimenter des formes originales résultant de l'association des habitants à la création et à la gestion d'une zone d'habitation. La notion planimétrique de surface de terrain était abandonnée au profit de notions volumétriques, la surface initiale du terrain n'étant que l'intersection d'un territoire spatial avec le sol. L'habitant est maître de l'espace situé au-dessus de sa parcelle : il peut donc céder le droit de construire à plusieurs autres habitants au-dessus de la sienne ». 

### Le programme du couple Costy-Häusermann
En avril 1972, le maire confie officiellement à Pascal et Claude Häusermann la tâche de créer « une aire de probabilité totale, apportant aux habitants du mouvement, du possible, de l'imprévu, des rencontres, un lieu privilégié des grands rassemblements et des jeux, un véritable stade des fêtes, un théâtre spontané : le cœur de Douvaine ».
Il leur faut réaliser un centre urbain alliant commerces, équipements communaux et logements selon le POS de Chanéac.

#### Les commerces
Le programme prévoit une place ronde entourée d'arcades fermée à l'ouest par un mât de trente mètres de haut. La place doit accueillir le marché hebdomadaire et grâce à un chapiteau rétractable accroché au mât, une bâche peut être tirée pour abriter la place des intempéries. Ce mât devait être muni d'une plateforme supérieure accessible aux touristes. De plus, un centre commercial pouvant accueillir entre trente et cinquante boutiques est prévu autour des arcades.

#### Les équipements communaux
Dans le projet sont prévus également une salle polyvalente, une école maternelle avec logement de fonction, une auberge de campagne, une piscine olympique, une plage.

#### Les logements
Les Domobiles conçues par Pascal Häusermann, cellules habitables en matière plastique, assemblables, démontables, modulables à souhait sont planifiées de part et d'autre des équipements communaux. On prévoit la création d'une société civile immobilière (SCI) gérée par les habitants pour l'implantation de ces bulles-habitations. Ainsi, les habitants sont associés à la création et à la gestion de la zone d'habitation.
Les Domobiles sont disséminées sur les terrains restés propriété publique. Chaque famille peut choisir son lieu d'implantation dans une structure tridimensionnelle. Des passerelles, auxquelles les canalisations sont accrochées, relient ces maisons sur pilotis. Dès l'origine, le projet est prévu pour évoluer et être densifié : au gré des variations de population, des désirs et des besoins, les Douvainois peuvent déplacer, supprimer ou agrandir leur logement par l'adjonction de nouvelles cellules.
Le projet est adopté au conseil municipal le 12 décembre 1974. La presse locale, nationale et internationale s'y intéresse et publie des articles (Le Point, Le Figaro, L'Expansion et The Times). Une maquette est exposée pendant trois mois au syndicat d'initiative.

## La réalisation du projet
En 1972, le couple Costy-Häusermann se sépare et se répartit les constructions, Claude Costy construit l'école maternelle et Pascal Häusermann la salle polyvalente. Jacques Miguet n'arrivant pas à trouver le financement, la piscine et le restaurant ne seront jamais réalisés. Le début du chantier coïncide avec le premier choc pétrolier de 1973 et les prix des Domobiles en plastique sont multipliés par trois. Celles-ci ne seront pas installées sauf pour les vestiaires et les toilettes de la salle polyvalente. 
À la suite du changement de municipalité à Douvaine en 1977, le projet s'arrête et ne seront construits que l'école maternelle, la salle polyvalente, les arcades de la place centrale et l'abri pour un transformateur. 

### L'école maternelle
En 1971, Claude Costy gagne le concours organisé par l'éducation nationale pour la maquette d'une école qu'elle a conçue avec une inspectrice respectant les programmes et les normes de sécurité,.
C'est cette école qui sera construite en 1977-1978 et ouverte pour la rentrée de 1978. Elle se compose d'un bâtiment principal de 350 m2 au sol avec quatre classes sur deux niveaux, et de plusieurs sphères collées les unes aux autres. La coupole centrale abrite la cantine, la salle de jeux, les sanitaires et un coin feu autour d'une cheminée dressée au centre. Une rampe permet l'accès à l'étage supérieur, les classes à l'étage avec terrasse sont construites sur des pilotis, et font office de préau au niveau de la cour de récréation.
Claude Costy a conçu les portes-fenêtres pour qu'elles puissent servir de connexion avec de nouvelles sphères dans le cas d'un agrandissement. L'architecte a aussi été consultée pour l'extension récente de l'école afin d'y ajouter une cuisine.
Elle obtient également des crédits pour dessiner le mobilier intérieur qui devait s'adapter aux rondeurs de l'édifice, des panneaux sur roulettes pour les tableaux noirs et des bibliothèques.
Elle choisit des couleurs adaptées à l'architecture régionale, des dégradés de peintures beige, jaune, orange, brun. 
Lorsque le nouveau maire est élu en 1977, le projet est trop avancé pour qu'il puisse le stopper, Claude Costy a alors carte blanche pour achever l'école.

### La salle polyvalente
Le chantier commence en 1973. La salle abrite un terrain multi-sports entourés de gradins, rejoignant une coursive desservant un bassin suspendu extérieur, un bar, des locaux techniques ainsi que des loges et des vestiaires pour les artistes ou les athlètes. Elle peut accueillir 1 500 places sur 2 000 m2 avec un diamètre de 50 m. La toiture bombée repose sur une charpente en bois lamellé collé qui s'appuie sur les arcs périphériques. Elle est inaugurée le 1er novembre 1974 pour la fête des vendanges.
Une des raisons de l'abandon du projet global sont les malfaçons qui apparaissent dès le début dans ce bâtiment. Dans ses mémoires, Chanéac raconte : « Pascal Häusermann avait construit des maisons individuelles à des prix défiant toute concurrence et les imperfections dans les finitions qui en résultaient étaient acceptées avec humour par ses clients particuliers. Mais il n'en alla pas de même pour un édifice public : si les citoyens sont prêts à accepter une architecture médiocre, ils refusent des finitions imparfaites, comme ici celles des lots maçonnerie et serrurerie ».
En 1983, à la suite de fuites, la toiture bombée est remplacée par un toit en tôle d'acier.

### Les arcades
La place centrale d'une surface de 1 800 m2 est entamée en 1976. Elle est délimitée par des arcades disposées en cercle, qui offrent un passage couvert de 1 000 m2. Elles relient la salle polyvalente avec la mairie existante. Alors que la construction du mât commence, le successeur de Miguet arrête les travaux et fait raser la base du mât. 
Dans les années 1990, la moitié des arcades est supprimée. Ce qui en reste sert de préau à l'école primaire.

## Le projet dans le temps
Dès le début, le projet Costy-Häusermann est controversé, son architecture est contestée, certains membres du conseil municipal estiment que la place est inutile, ils pensent que les commerces ne s'installeront jamais en temps de crise. Ainsi le projet n'est adopté qu'à une voix près au conseil municipal et Jacques Miguet perd les élections municipales de 1977 ayant ligué contre lui nombre de conseillers municipaux. 
Cet ensemble, pendant longtemps, n'a pas paru digne d'intérêt d'un point de vue architectural d'autant plus que le projet n'a jamais été achevé. Les restaurations qui s’enchaînent au cours des ans diminuent encore plus la qualité d'ensemble. La salle polyvalente perd ses coursives et son toit bombé, les bâtiments sont repeints dans des couleurs vives comme l'école qui est peinte en rose et blanc, la moitié des arcades est détruite.
Cependant dans les années 2000, sa valeur patrimoniale est reconnue et l'ensemble est labellisé Patrimoine du XXe siècle par la DRAC en 2003 puis inscrit aux monuments historique en 2017,. Ce sera le seul exemple bâti d'urbanisme prospectif et un rare exemple d'un ensemble réalisé en architecture-bulles.

#### Articles
- Maïlis Favre, « Le centre prospectif de Douvaine, une aventure humaine et architecturale. », Journal de l'exposition « Conquêtes spatiales, Pascal Häusermann, Jean-Louis Chanéac, Claude Costy », CAUE 74,‎ 2022, p. 7
- Raphaëlle Saint-Pierre, « Häusermann et Costy, Le Centre de Douvaine », Le Moniteur Architecture, no 242,‎ 18 mai 2015, p. 65 (lire en ligne)
- Mélina Ramondenc, « Claude Costy, architecte spontanée, entretien avec Claude Costy en 2017 », Journal de l'exposition « Conquêtes spatiales, Pascal Häusermann, Jean-Louis Chanéac, Claude Costy », CAUE 74,‎ 2022, p. 4

#### Documentaires
- [vidéo] « Une journée avec les enfants de l'école maternelle de Douvaine » (12 min) , Bluehouse (consulté le 21 août 2022)
- [vidéo] « Les Domobiles de Pascal Haüsermann » (5 min) , Frac Centre-Val de Loire (consulté le 21 août 2022)